# Палаццаго
Палаццаго, Палаццаґо (італ. Palazzago) — муніципалітет в Італії, у регіоні Ломбардія, провінція Бергамо.
Палаццаго розташоване на відстані близько 490 км на північний захід від Рима, 45 км на північний схід від Мілана, 13 км на північний захід від Бергамо.
Населення — 4507 осіб (2014).
Щорічний фестиваль відбувається 24 червня. Покровитель — святий Іван Хреститель.

## Демографія
Населення за роками:

Станом на 1 січня 2023 року в муніципалітеті офіційно проживав 181 іноземець з 32 країн, серед них 55 громадян країн Євросоюзу та 14 громадян України.

## Сусідні муніципалітети
- Альменно-Сан-Бартоломео
- Амбівере
- Барцана
- Каприно-Бергамаско
- Мапелло
- Понтіда
- Ронкола